# Boat
"Boat" é uma canção gravada para o sexto álbum de estúdio do cantor e compositor inglês Ed Sheeran, - (2023), composta por si mesmo e com o apoio do colaborador Aaron Dessner, que  também ficou encarregue da produção e arranjos. Foi distribuída pelas editoras discográficas Asylum e Atlantic como o segundo single do álbum a 21 de Abril de 2023. O vídeo musical para a versão a solo estreou junto com todos os vídeos restantes de cada música de - a 5 de Maio de 2023, mesmo dia em que o álbum foi lançado.

## Antecedentes
Sheeran anunciou a música junto com o álbum a 1 de Março de 2023, criando várias oportunidades de pré-encomenda. No dia 17 de Abril, ele compartilhou uma prévia da música nas suas redes sociais, acompanhada por um trecho do vídeo musical, no qual dizia que foi a primeira música que gravou para seu novo álbum.

## Estrutura musical e conteúdo
Em um comunicado à imprensa no mesmo dia em que a música foi lançada, Sheeran usou-a como "uma metáfora para a depressão; uma faixa que combate as lutas de se sentir muito deprimido e não saber como quebrar o ciclo." A música é conduzida por uma suave melodia de violão, na qual ele mostra sua força emocional ao cantar no refrão: "The more that I love, the less that I feel / The times that I jumped never were real / They say that all scars will heal, but I know / Maybe, I won't / But the waves won't break my boat / But the waves won't brеak my boat."

## Vídeo musical
O vídeo  musical de "Boat", dirigido por Mia Barnes, foi lançado junto com o single a 21 de Abril de 2023. Ele mostra Sheeran em torno das ondas em uma praia no Reino Unido. Ao entrar no oceano, ele é engolido pelas ondas enquanto tenta chegar à costa.

## Desempenho nas tabelas musicais
| País — Tabela musical (2023)                                | Posição de pico |
| ----------------------------------------------------------- | --------------- |
| Austrália — Top 100 Singles (ARIA)                          | 48              |
| Canadá — Hot 100 (Billboard)                                | 71              |
| Canadá — Hot AC (Billboard)                                 | 42              |
| Mundo — Global 200 (Billboard)                              | 125             |
| Irlanda — Singles Top 50 (IRMA)                             | 21              |
| Países Baixos — Single Top 100 (MegaCharts)                 | 86              |
| Nova Zelândia — Top 40 Singles (RMNZ)                       | 23              |
| Coreia do Sul — BGM (Circle)                                | 38              |
| Coreia do Sul — Download (Circle)                           | 126             |
| Suécia — Top Singles Top 100 (Sverigetopplistan)            | 69              |
| Suíça — Top Singles Top 75 (Schweizer Hitparade)            | 35              |
| Reino Unido — Official Singles Chart Top 100 (OCC)          | 15              |
| Estados Unidos — Bubbling Under Hot 100 Singles (Billboard) | 20              |